# 南極高原

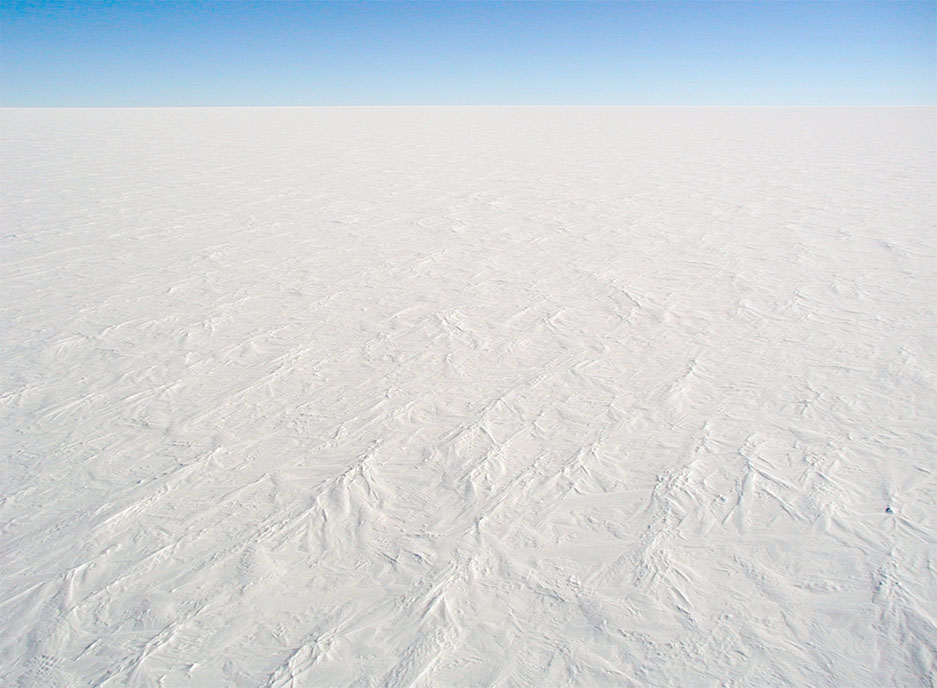
ドームC

南極高原（なんきょくこうげん、英語: Antarctic Plateau）または南極台地は、南極大陸の東南極において直径1000 km以上にわたって広がる高原。南極点や南磁極を含み、平均標高は3,000 m、最高地点はドームAの4,093 mである。
この高原は別名 Polar Plateau（極地高原）、Haakon VII Plateau（ホーコン7世高原）と呼ばれ、ほぼ全域が東南極氷床をなす。

## 探検
高原はイギリスによるディスカバリー遠征の途中、1903年に発見された。この遠征にはロバート・スコットも参加している。
1909年、イギリスの探検家アーネスト・シャクルトンはニムロド遠征において高原を初めて横断し、南極点到達は逃したものの、当時の高緯度到達記録である南緯88度23分に達した（南極点まで約180 km、まだ北極でもこの緯度に達していなかった）。彼は高原にエドワード7世の名をつけた。1911年12月、南極点遠征から帰還したノルウェーの探検家ロアール・アムンセンは高原にホーコン7世の名をつけた。
1929年、航空機フォード トライモータ（機長はノルウェーのベルント・バルチェン、航空士はアメリカ海軍のリチャード・バード）による高原上空からの偵察と写真撮影が行われた。

## 自然
緯度も標高も高い高原は日の昇らない冬が長く、したがって世界で最も気温の低い地域である。このような環境では生物が生きていくことすら困難である。微生物は存在するが、非常にまばらである（103 cfu/ml）。バクテロイデス門、シアノバクテリア、海洋でよく見られるアルファプロテオバクテリア綱などが生育している。これら極地の微生物は堆積した浮遊粒子としてのみならず、高圧で凍りついた高原の氷床生態系の活性成分として考えられなければならない。
高原にペンギンは生息しておらず、鳥類も飛来しない。線形動物、トビムシ目やクモ綱などの小型節足動物、人間や人間によって持ち込まれた研究用動物を除き、陸上動物は存在しない。